# Claudie Gastine
Claudie Gastine, née le 24 mars 1941 à Marseille, est une décoratrice-scénographe et créatrice de costumes française. 
Formée par Suzanne Lalique et surtout par Lila De Nobili, Lydia et Stiva Doboujinsky, elle participe dès 1963 à l'aventure de La Communauté théâtrale, fondée par Raymond Rouleau et commence bientôt à pratiquer son métier principalement en France et en Italie. Sa carrière se partage entre théâtre, opéra et ballet. Dès la fin des années 1960, elle collabore avec notamment Alfredo Arias, Rudolf Noureev, Gian Carlo Menotti, Francis Huster, Nicolas Joël et Jean-Marie Simon. Souvent en Italie pour des costumes d'opéra, elle élargit son champ d'action à de nombreux théâtres européens. Elle a également créé des costumes pour le cinéma et la télévision. Un temps Professeur à l'École du Théâtre national de Strasbourg, elle est également scénographe d'expositions. Elle est l'épouse, depuis 1968, du musicien et compositeur Michel Sanvoisin dont elle a deux filles.

## Biographie

### Formation et premières réalisations
Elle fait ses études jusqu’au baccalauréat de philosophie dans un pensionnat marseillais. En 1955 une de ses grand-tantes Jeanne Pons, artiste peintre (Marseille 1874-1959), l’encourage à apprendre le dessin. Elle s'inscrit aux cours du soir des Beaux-Arts de Marseille. En 1959 elle vient à Paris et prend des cours de décoration dans un atelier de Montparnasse. Admise au Centre de la rue Blanche (future ENSATT), en section décoration, promotion 1960/1961, sa carrière va débuter grâce à Suzanne Lalique, directrice de la décoration à la Comédie-Française et professeur honoraire à l’École de la rue Blanche, qui prépare, au printemps 1961, une exposition de la Comédie-Française à Versailles et recrute parmi les élèves, des décorateurs pour reconstituer des maquettes construites qui doivent y être exposées. Claudie Gastine fera partie de cette équipe.
En 1963, elle entre à La Communauté théâtrale, sorte de théâtre-école créé par Raymond Rouleau, où des personnalités comme Tania Balachova, Lila De Nobili, Raymond Rouleau, apportent leur expérience à de jeunes comédiens, metteurs en scène, ou décorateurs. Des spectacles sont montés dans une petite salle de la rue Mouffetard ou dans des théâtres parisiens. Plus tard, sera construit le théâtre de l’Épée de bois, à l'angle de la rue éponyme et de la rue Mouffetard. Elle est impliquée dans plusieurs spectacles : Le Rose et le Noir pièce en 1 acte au Théâtre Montparnasse en 1963, Le Songe de Strindberg, mise en scène Ram Goffer au Théâtre Mouffetard en 1964 et Notre petite ville de Thornton Wilder, mise en scène de Raymond Rouleau au Théâtre de l’Épée de bois en 1965, qui sera sa première création à la fois des décors et des costumes.Elle poursuivra avec Les Eaux de Merlin, Opéra de la Foire, spectacle de tréteaux aux Baux de Provence, mise en scène de Jean-Louis Thamin, musiciens et chanteurs sous la direction de Michel Sanvoisin, en 1966.

### Diversification de sa carrière
De 1963 à 1967, elle alterne les créations au Théâtre Mouffetard et le travail auprès de Lydia et Stiva Doboujinsky, décorateurs de la grande tradition russe et assiste Lila De Nobili et Jean Marie Simon en France et en Italie. En 1967 elle participe à la création lyrique au festival de Spolète en Italie Il furioso all'isola di San Domingo de Gaetano Donizetti mis en scène par Gian Carlo Menotti. Le décorateur est Renzo Mongiardino ; elle est chargée de la création des costumes. Par la suite, Gian Carlo Menotti fera appel à cette même équipe de décoration. Puis, Rudolf Noureev, appelé à Stockholm pour la chorégraphie du ballet Casse-Noisette de Tchaïkovsky, demande à Mongiardino d'en créer le décor. Elle sera chargée des costumes de ballet, Rostislav Doboujinsky des masques et des caractères fantastiques.
Nouvelle expérience en décembre 1970, avec la création des vitrines de Noël des Galeries Lafayette en collaboration avec Rostislav Doboujinsky, sur le thème de Vie publique et privée des animaux, de Granville (De là viendra plus tard l'idée de la création de Peines de cœur d'une chatte anglaise). En juin 1974 création des costumes de La Bohème de Puccini au Teatro del Giglio à Lucques pour la première mise en scène lyrique de Jean Marie Simon. C'est cette même année qu'elle rencontre Alfredo Arias et le groupe Tse, par l'intermédiaire de Lila De Nobili et que commence leur collaboration avec, pour les décors, Emilio Carcano. À partir des années 1970 et jusqu'en 1990, elle collabore principalement avec ces deux metteurs en scène, Jean-Marie Simon pour l'Opéra, Alfredo Arias pour le théâtre.

## Spectacles par date depuis 1966

### Théâtre
- 1966 : La Promenade du dimanche de Georges Michel, mise en scène de Maurice Jacquemont au Studio des Champs-Élysées, (création des costumes)[8]
- 1968 : Notre petite ville de Thornton Wilder, mise en scène de Raymond Rouleau au Théâtre Hébertot (décor et costumes)[9]
- 1969 : La Nuit et le Moment de Crébillon fils, mise en scène Ram Goffer au Théâtre Mouffetard (décor et costumes)
- 1973 : Henri IV de Pirandello, mise en scène de Raymond Rouleau au Théâtre de L'Odéon Comédie-Française, (création des costumes)
- 1975 : Vingt-quatre heures d'Alfredo Arias, mise en scène d'Alfredo Arias au Théâtre national de Chaillot (création des costumes)
- 1975 : Jocaste de René Ehni, mise en scène d'André Louis Perinetti au Théâtre national de Chaillot (création des costumes)
- 1976 :  Notes d'Alfredo Arias, mise en scène d'Alfredo Arias au Théâtre Essaïon, (création des costumes)
- 1976 : Vierge de Juan Bautista Piñeiro, mise en scène d'Alfredo Arias au Théâtre Essaïon, (création des costumes)
- 1977 : Peines de cœur d'une chatte anglaise de Geneviève Serreau, mise en scène d'Alfredo Arias au Théâtre Gérard-Philipe (Saint-Denis), (création des costumes)reprise au Théâtre Montparnasse[9]
- 1979 : L’Étoile du nord de Geneviève Serreau, mise en scène d'Alfredo Arias au Théâtre Montparnasse, (création des costumes)[10]
- 1980 : Vichy- fiction de Michel Deutsch, mise en scène de Jean Pierre Vincent au Théâtre national de Strasbourg, (création des costumes)
- 1980 : Les Jumeaux vénitiens de Goldoni, mise en scène d'Alfredo Arias au Théâtre Gérard-Philipe, (création des costumes)
- 1981 : La Tempête de William Shakespeare, mise en scène de François Marthouret, au Théâtre Gérard-Philipe, (création des costumes)
- 1982 : Trio de Kado Kostler, mise en scène d'Alfredo Arias au Théâtre moderne, (décor et costumes)[11]
- 1985 : Boulevard du Mélodrame de Juan Bautista Piñeiro, mise en scène d'Alfredo Arias au Théâtre de la Commune d'Aubervilliers, (création des costumes) [12]
- 1986 : La Vie de Clara Gazul de Danièle Vezolles et Alfredo Arias, mise en scène d'Alfredo Arias au Théâtre de la Commune d'Aubervilliers, (décor et costumes)
- 1987 : Le Jeu de l'amour et du hasard de Marivaux, mise en scène d'Alfredo Arias au Théâtre de la Commune d'Aubervilliers, (décor et costumes)[13]
- 1987 : La Ronde d'Arthur Schnitzler, mise en scène d'Alfredo Arias, au Théâtre de l'Odéon, (décor et costumes)
- 1987 : Maison de Poupée de Henrik Ibsen, Mise en scène Claude Santelli, au Théâtre de la Commune d'Aubervilliers, (décor et costumes)
- 1992 : Ruy Blas de Victor Hugo, mise en scène de Georges Wilson, au Théâtre des Bouffes du Nord, (création des costumes)
- 1993 : Le Cid de Pierre Corneille,mise en scène de Francis Huster, Festival d'été, puis au Théâtre Marigny, (création des costumes)
- 1995 : Belle paresse est tout son vice d'après Jean de la Fontaine, mise en scène de Jean-Claude Drouot, au Théâtre de l'Œuvre, (création des costumes)
- 1996 : Célimène et le Cardinal de Jacques Rampal, mise en scène de l'auteur au Théâtre de l'Œuvre, (création des costumes)[14]
- 1998 : Kabale und liebe de Friedrich von Schiller, mise en scène de Dominique Valentin au Schauspielhaus de Zurich, (création des costumes)
- 2002 : Ruy Blas de Victor Hugo, mise en scène de Marcel Maréchal, Les Tréteaux de France, (création des costumes)[14]
- 2004 : Le Songe d'August Strindberg, mise en scène de Stein Winge au Théâtre du Nord à Oslo, (création des costumes)
- 2009 :Comtesse Baisemsky de Martine Drucker, mise en scène de Rosario Audras au Théâtre de la Pépinière-Opéra, (création des costumes)
- 2011 : Gengangere de Henrik Ibsen, mise en scène Stein Winge, au National Theatre Bergen, (création des costumes)

### Opéra
- 1967 : Il furioso all' isola di San Domingo de Gaetano Donizetti au Teatro Caïo Melisso à Spoleto (Italie), mise en scène de Gian Carlo Menotti,(création des costumes)
- 1968 : Don Pasquale de Gaetano Donizetti, mise en scène de Gian Carlo Menotti, à l'Opéra de Hambourg, (création des costumes)
- 1972 : La Traviata de Giuseppe Verdi, mise en scène de Gian Carlo Menotti au Teatro La Fenice de Venise, (création des costumes)
- 1974 : La Bohème de Giacomo Puccini, mise en scène Jean-Marie Simon au Teatro del Giglio Lucca (Italie), (création des costumes)
- 1977 : La Cenerentola de Gioacchino Rossini, mise en scène Jean-Marie Simon à l'Opéra de Lyon, (création des costumes)
- 1978 : Don Giovanni de Mozart, mise en scène Tito Serebrinsky à l'Opéra de Marseille, (création des costumes)
- 1979 : Louise de Gustave Charpentier, mise en scène de Jean-Marie Simon à l'Opéra de Nancy, (création des costumes)
- 1981 : Rigoletto de Giuseppe Verdi, Mise en scène Jean-Marie Simon au Grand Théâtre de Genève, (création des costumes)
- 1982 : La Traviata de Giuseppe Verdi, Mise en scène Jean-Marie Simon au Grand Théâtre de Genève, (création des costumes)
- 1982 : La Veuve joyeuse, de Franz Lehar, mise en scène d'Alfredo Arias au Théâtre du Châtelet, (création des costumes)
- 1982 : Luisa Miller de Giuseppe Verdi mise en scène Jean-Marie Simon au Théâtre La Monnaie à Bruxelles, (création des costumes)
- 1984 : Jérusalem de Giuseppe Verdi, mise en scène Jean-Marie Simon, à l'Opéra Garnier, (création des costumes)
- 1988 : Rigoletto de Giuseppe Verdi, Mise en scène Jean-Marie Simon à l'Opéra Garnier- (création des costumes)
- 1989 : Nozze di Figaro de Mozart, mise en scène de Gian Carlo Menotti au Dock street Theater à Charleston U.S.A, (création des costumes)
- 1990 : Les Vêpres siciliennes de Giuseppe Verdi, mise en scène de Nicolas Joël à l'Opéra de Montpellier, (création des costumes)
- 1990 : Manon de Jules Massenet, mise en scène de Jean-Marie Simon au Grand Théâtre de Genève, (création des costumes)
- 1992 : Ballo in maschera de Giuseppe Verdi, mise en scène de Nicolas Joël à l'Opéra Bastille, (création des costumes)
- 1992 : Lucia de Lamermoor de Gaetano Donizetti, mise en scène de Gian Carlo Menotti à l'Opéra de Rome, (création des costumes)
- 1993 : The Birthday of the Infanta de Alexander Zemlminsky, mise en scène de Gian Carlo Menotti au Performing Art Center de Charleston (U.S.A), (création des costumes)
- 1994 : Adriana Lecouvreur de Francesco Cilea, Mise en scène Andreï Serban, à l'Opéra de Zurich, (création des costumes)
- 1994 : La Rondine de Giacomo Puccini, mise en scène de Nicolas Joël à la Scala de Milan, (création des costumes)
- 1995 : Fedora de Umberto Giordano, mise en scène de Nicolas Joël au Théâtre du Capitole de Toulouse, (création des costumes)
- 1996 : Eugène Oneguine de Tchaïkovsky, mise en scène de Gian Carlo Menotti au Teatro Nuovo Spoleto Italie, (création des costumes)
- 1996 : Khovanshchina de Moussorgsky, mise en scène Stein Winge au Théâtre de La Monnaie de Bruxelles, (création des costumes)
- 1998 : Dialogues des Carmélites de Francis Poulenc, mise en scène de Francesca Zambello au Festival de Saïto Kinen Matsumoto (Japon), (création des costumes)
- 1999 : Dialogues des Carmélites de Francis Poulenc, mise en scène de Francesca Zambello reprise à l'Opéra Garnier, (création des costumes)

### Ballets
- 1967 : Casse-Noisette de Tchaïkovsky, chorégraphie de Rudolf Noureev à l'Opéra Royal de Stockholm, création des costumes en collaboration avec Rostislav Doboujinsky
- 1984 : Arlequin magicien par amour de Edouard du Puy, Chorégraphie d'Ivo Cramer à l'Opéra Comique de Paris, (création des costumes)
- 1998 : Giselle de Adolphe Adam Chorégraphie de Patrice Petipa adaptée par Patrice Bart et Eugène Poliakov, (costumes d'après Alexandre Benoit)

### Cinéma
- 1972 : Paulina 1880, film franco-allemand de Jean-Louis Bertuccelli, (création des costumes)
- 1982 : The Nightingale, film anglais de Christine Edzard, produit par Richard Goodwin
- 2014 : Lettre à ma fille, film français, scénario et réalisation Dominique Valentin, Production House on Fire, Décor en collaboration avec Alain Baliteau, (création des costumes)

### Télévision
- 1974 : Le Tour d'écrou (d'après Henry James, Réalisateur Raymond Rouleau, Production O.R.T.F (création des costumes)
- 1992 : A dangerous man (Lawrence after Arabia), Film Anglais-Enigma Television Production- Réalisation Christopher Menaul, (création des costumes)

### Scénographie de Musée
- 1986 : Moments de mode au musée des Arts de la mode 19e siècle - Décors et scénographie [15],[16]
- 2006 : Bêtes de scène au Centre national du costume de scène de Moulins - Décors et scénographie [17]

## Enseignement
De janvier 1978 à septembre 1981 elle est professeur de la classe des costumiers à l’École du Théâtre national de Strasbourg.